# Yarrawonga Airport
Yarrawonga Airport är en flygplats i Australien. Den ligger i kommunen Moira och delstaten Victoria, omkring 220 kilometer nordost om delstatshuvudstaden Melbourne. Yarrawonga Airport ligger 129 meter över havet.
Runt Yarrawonga Airport är det mycket glesbefolkat, med 5 invånare per kvadratkilometer.. Närmaste större samhälle är Yarrawonga, nära Yarrawonga Airport. 
Trakten runt Yarrawonga Airport består till största delen av jordbruksmark. Genomsnittlig årsnederbörd är 1 060 millimeter. Den regnigaste månaden är juli, med i genomsnitt 135 mm nederbörd, och den torraste är november, med 44 mm nederbörd.